# Мёллер, Карл Кристиан
Карл Кристиан Мёллер (дат. Carl Christian Møller, 2 июня 1823, Копенгаген — 19 декабря 1893, Копенгаген) — датский композитор и дирижёр. Несколько лет он был музыкальным руководителем Фолькетеатра в Копенгагене, а с 1875 года до своей смерти был дирижёром оркестра в Тиволи.

## Биография
Карл Кристиан Мёллер родился в семье столяра и музыканта Петера Мёллера и домохозяйки Анны Саломон (1800—1891). Карл Кристиан с детства занимался музыкой, а из-за того, что его отец был военным музыкантом, то уже в юном возрасте начал играть в военных оркестрах — сначала был принят в Датский артиллеристский музыкальный корпус, а позже стал музыкантом (гобоистом) во 2-й бригаде музыкального корпуса.
В 1839 году, когда Ганс Лумбю создал свой оркестр, Мёллер оставил военную службу и стал играть в его оркестре. Когда началась датско-прусская война 1848—1850 годов, то он принял в ней участие в качестве музыканта, где он, между прочим, участвовал в битве при Истеде. С 1850-х годов и до конца своей жизни Карл Мёллер работал дирижёром различных оркестров и музыкальным руководителем театральных трупп. В 1857—1864 и 1875—1885 годах дирижировал оркестром Фолькетеатра в Копенгагене, а 1875 года до самой своей смерти дирижёром оркестра и музыкальным руководителем театра Тиволи.
В 1869 году Мёллер был награждён шведской медалью Литературы и искусств/
Женился в Шлезвиге в конце 1850 года на дочери приходского писаря Франциске Шарлотте Мари Трехманн (1816—1893). Умер в 19 декабря 1893 в Копенгагене и был похоронен на старом кладбище Фредериксберга.

## Творчество
Мёллер был весьма плодовитым композитором, его музыкальное наследие включает около 300 произведений. Большинство его произведений это танцевальная музыка (польки и галопы) и марши, но он также писал музыку для балета, водевилей и театральных постановок.
Наиболее известные его произведения:
- «Из Сибири в Москву», балет в постановке Августа Бурнонвиля (1876)

Симфонии
- Symfoni nr. 1 (1886)
- Symfoni nr. 2 (1887)
- Symfoni nr. 3 (1888)

Водевили
- Fastelavnsgildet
- Kalifen paa Æventyr
- Esmeralda
- Sivertsens døtre
- Brud og pavekrone
- Far Jean

Танцевальная музыка
- Augusta
- Dorothea
- Fanfan
- Telefon
- Euterpe
- Niniche
- Cliquot
- Figaro
- Kunstnerkarneval
- Fakkeldans

Марши
- Skarpskyttemarch
- Bataillemarch
- Kong Christian IX’s Revue

Другие произведения
- Århus Tappenstreg

В Дании Мёллер наиболее известен благодаря приписываемому ему произведению Århus Tappenstreg. На самом деле это не совсем его собственная композиция, а аранжировка, которую он составил из двух старых мелодий, дописав лишь коду в конце. Первоначально мелодия Århus Tappenstreg представляла собой две независимые маршевые мелодии, известные в Дании с 1827 года. В водевиле «Syv Militaire Piger», переведённом поэтом Дж. Л. Хейбергом (по немецкому тексту «Sieben Mädchen in Uniform»), появляются обе маршевые мелодии. Первую часть водевиля Хейберг назвал «Den gamle preussiske Tappenstreg», а вторую — «Wiener Alexander Marsch». Вторая часть приписывалась Бетховену, но в действительности была написана примерно в 1812 году французским скрипачом и композитором Луи Люком Луазо де Персюи (1769—1819).
Датский музыковед Кнуд Линдхард считает, что Мёллер не присваивал себе авторство Århus Tappenstreg специально. Мёллер был не только композитором, но и театральным директором и дирижёром в труппе, которая ставила «Syv Militære Piger» в Орхусском театре в начале 1870-х годов. Это произведение пользовалось огромной популярностью у зрителей и перед открытием занавеса, когда раздавались аплодисменты, возможно он, как хороший музыкант, сыграл обе мелодии вместе как вступление. Поскольку эти две мелодии хорошо сочетались друг с другом, он позже написал к окончание, добавив несколько тактов коды, а затем, в знак внимания публики в Орхусе, назвал все это Århus Tappenstreg (рус. Орхусский Таппенстрег). В дальнейшем мелодия стала очень популярной и на неё было написано несколько текстов.